# فرغان
قرية فرغان هي إحدى القرى التابعة لمركز ديرب نجم في محافظة الشرقية في جمهورية مصر العربية. حسب إحصاءات سنة 2006، بلغ إجمالي السكان في فرغان 7351 نسمة، منهم 3805 رجل و3546 امرأة. وبالقرية مدرستان للتعليم الابتدائي والاعدادي مدرسة الشهيد نعمان الابتدائية ومدرسة فرغان الاعدادية المشتركة 

## التاريخ
قرية فرغان من القرى القديمة، حيث وردت باسم «منية فرغان» في أعمال الشرقية ضمن قرى الروك الصلاحي التي أحصاها ابن مماتي في كتاب قوانين الدواوين، كما وردت «منية فرغان» من أعمال الشرقية في كتاب «التحفة السنية في أسماء البلاد المصرية» لابن الجيعان الذي حصر القرى المصرية بعد الروك الناصري الذي أجراه السلطان المملوكي الناصر محمد بن قلاوون سنة 715هـ/1315م، وقال ابن الجيعان أنها من كفور يهناية. وفي العصر العثماني ورد اسمها في التربيع العثماني الذي أجراه الوالي العثماني سليمان باشا الخادم في عصر السلطان العثماني سليمان القانوني ضمن قرى ولاية الشرقية، وفي تاريخ 1228هـ/1813م الذي عدّ قرى مصر بعد المسح الذي قام به محمد علي باشا باسم «فرغان» ضمن قرى مديرية الدقهلية التي انتقلت تبعية القرية إليها، ثم عادت لاحقًا إلى محافظة الشرقية.